# Bedford (Indiana)
Bedford város az USA Indiana államában. Lakosainak száma 13 792 fő (2020. április 1.).

## Népesség
A település népességének változása:

| 2010 | 13 413 |
| 2020 | 13 792 |